# Société nationale pour la promotion agricole
La Société nationale pour la promotion agricole (Sonapra) est la principale société cotonnière du Bénin, en Afrique de l'Ouest, avec une capacité d’égrenage du coton de 312,000 tonnes et 10 usines sur les 18 du pays. À l'origine publique, elle est en cours de privatisation. 

## Historique
En 1975, le Bénin fonde la "Société Nationale de Commercialisation et d’Exportation du Bénin" (Sonaceb) pour succéder à la Compagnie Française pour le Développement des Textiles (CFDT), devenue depuis Dagris. La Sonaceb est devenue en 1983 la Sonapra avec pour mission, entre autres, la vente des produits dérivés du coton. 
La même démarche avait été suivie, une quinzaine d'années après les indépendances de 1960, par la plupart des pays africains francophones, qui transformèrent les filiales de la Compagnie Française pour le Développement des Textiles (CFDT) en sociétés cotonnières nationales: la Sodecoton au Cameroun, la Compagnie ivoirienne pour le développement des textiles (C.I.D.T) en Côte d'Ivoire, la Compagnie malienne pour le développement du textile au Mali, la CotonTchad au Tchad, la Société centrafricaine de développement agricole (Socada) en République centrafricaine, la Société togolaise du coton (Sotoco) au Togo, la Sodefitex au Sénégal, la Société nationale pour la promotion agricole (Sonapra) au Bénin et la Société Burkinabè des Fibres Textiles (Sofitex) en Haute-Volta. Chacune de ces sociétés va contribuer à la multiplication par cinq de la production de coton en Afrique francophone, entre 1980 et 2004 (sources : Compagnie Française pour le Développement des Textiles/Dagris).

## Performances
| Année      | 1950   | 1960   | 1980        | 1990      | 2000       | 2004         | 2008        |
| Production | 100000 | 200000 | 1/2 million | 1 million | 2 millions | 2,6 millions | 1,3 million |

Cependant, en 1987, sur fond de baisse des cours mondiaux du coton, la Sonapra traverse une crise de surproduction: la récolte  de 132 000 tonnes pour 1986-1987 dépasse les capacités d’égrenage. La Sonapra se voit alors confier la gestion des usines d’égrenage de coton, l’approvisionnement des producteurs en 
outils et engrais, et la commercialisation. À la même époque, les programmes d’ajustement structurel recommandés par le Fonds monétaire international et la Banque mondiale ont prévu que les États se retirent progressivement des secteurs de la production et de la commercialisation des produits agricoles. 
Dans un premier temps, les fonctions d’encadrement technique et d’appui au monde rural ont été transférées aux organisations professionnelles ou interprofessionnelles. Au Bénin s’est créée en octobre 1999, l’Association interprofessionnelle du coton (AIC).
Lors d'une seconde crise de surproduction au milieu des années 2000, de nouvelles réformes sont amorcées. Le coton rapportait alors 60 % des recettes d’exportation du Bénin et représentait environ 10 % de son PIB, avant une chute de la production à 250 000 tonnes, pour une capacité d’égrenage de 600 000 tonnes.
Dans le cadre de sa privatisation, la Sonapra laissera la place à une nouvelle société dotée d’un capital de 35 milliards de francs CFA. L’État conservera provisoirement 66,5 % des parts en faisant du portage pour 33 %, qui seront cédés au public béninois et étranger (17,5 %), aux producteurs (6 %), aux collectivités locales (8,5 %) et aux travailleurs de la société (1 %).